# Nixon Fork
La rivière Nixon Fork est un cours d'eau d'Alaska, aux États-Unis situé dans la région de recensement de Yukon-Koyukuk. C'est un affluent de la rivière Takotna elle-même affluent du fleuve Kuskokwim.

## Description
Longue de 88 milles (142 km), elle prend sa source au confluent de Von Frank Creek et de Whirlwind Creek et coule en direction du sud-ouest vers la rivière Takotna dans laquelle elle se jette à 26 milles (42 km) de Medfra.
Son nom local a été référencé en 1842-1844 par le lieutenant Lavrenti Zagoskine comme étant Nochotno. C'est en 1908 qu' A.G. Maddren de l'United States Geological Survey, lui a donné son nom actuel.